# گورکا پینتادو
گورکا پینتادو (انگلیسی: Gorka Pintado؛ زادهٔ ۲۴ مارس ۱۹۷۸) بازیکن فوتبال اهل اسپانیا است.
از باشگاه‌هایی که در آن بازی کرده‌است می‌توان به باشگاه فوتبال لگانس، باشگاه فوتبال گرانادا، و باشگاه فوتبال سوانزی سیتی اشاره کرد.